# Kopidoiulus continentalis
Kopidoiulus continentalis är en mångfotingart som beskrevs av Sergei I. Golovatch 1979. Kopidoiulus continentalis ingår i släktet Kopidoiulus och familjen Mongoliulidae. Inga underarter finns listade i Catalogue of Life.